# Down the Dustpipe (singolo)
Down the Dustpipe è una canzone della rock band Status Quo, pubblicata come singolo nel marzo del 1970.

## La canzone
Scritto dal compositore neozelandese Carl Grossmann, il brano ha una funzione determinante per il longevo gruppo inglese, sancendo il definitivo abbandono della corrente psichedelica e l'aggancio al genere boogie rock.
La band si propone al pubblico in una veste completamente rinnovata sia sotto il profilo musicale che sotto quello dell'immagine: il pezzo si fonda su una base armonica veloce e ritmata con pochi semplici accordi di basso e chitarra, più l'armonica a bocca suonata da Bob Young, di fatto in questa fase, membro aggiunto al gruppo.
Il singolo è accompagnato da una intensa attività concertistica in tutto il Regno Unito e, sebbene venga quasi del tutto ignorato dalle radio, riesce a stazionare per 17 settimane nelle charts britanniche arrivando fino al dodicesimo posto.
Il brano, in origine, viene pubblicato solo come singolo. Nel 2003, è stato incluso come bonus track nella ristampa CD dell'album Ma Kelly's Greasy Spoon uscito anch'esso nel 1970.
Sempre nel 2003, gli Status Quo ne hanno inciso una nuova versione per l'album Riffs.
Nota:
- Oltre alle voci degli Status Quo, il coro del brano contiene anche quella di Elton John, allora giovanissimo artista che collaborava nella stesura di pezzi altrui.[1][2]

## Tracce
1. Down the Dustpipe - 2:03 - (C. Groszmann)
2. Face Without a Soul - 3:07 - (Rossi/Parfitt)

## Ristampa
Si tratta della prima di una lunga serie di ristampe di brani pubblicati come singoli dagli Status Quo nei primi anni di carriera, nella vigenza del primo contratto con la Pye Records.
Il disco, pubblicato il 13 maggio 1977, è in realtà un maxi-single contenente quattro pezzi già pubblicati dagli Status Quo in qualità di 45 giri: tutte le incisioni risalgono al biennio 1970 - 1971.

### Tracce
1. Down the Dustpipe - 2:03 - (C. Groszmann)
2. Mean Girl - 3:53 - (Rossi/Young)
3. In My Chair - 3:14 - (Rossi/Young)
4. Gerdundula - 3:19 - (Manston/James)

## Formazione
- Francis Rossi (chitarra solista, voce)
- Rick Parfitt (chitarra ritmica, voce)
- Alan Lancaster (basso, voce)
- John Coghlan (percussioni)

## British singles chart
| Posizione | 47 | 43 | 37 | 37 | 30 | 29 | 21 | 18 | 14 | 12 | 12 | 14 | 16 | 24 | 32 | 32 | 45 | uscito |